# تيم شرايبر
تيم شرايبر (بالألمانية: Tim Schreiber)‏ هو لاعب كرة قدم ألماني في مركز حراسة المرمى، ولد في 24 أبريل 2002 في فرايتال في ألمانيا. لعب مع آر بي لايبزيغ ونادي هالشر.

## وصلات خارجية
- تيم شرايبر على موقع الاتحاد الأوربي (الإنجليزية)
- تيم شرايبر على موقع قاعدة بيانات كرة القدم.إي يو (الإنجليزية)
- تيم شرايبر على موقع بيانات كرة القدم. دي إي (الألمانية)
- تيم شرايبر على موقع Soccerway.com (الإنجليزية)
- تيم شرايبر على موقع عالم كرة القدم.نت (الإنجليزية)